# Inkom
Inkom és una població dels Estats Units a l'estat d'Idaho. Segons el cens del 2000 tenia 738 habitants.

## Demografia
Segons el cens del 2000, Inkom tenia 738 habitants, 253 habitatges, i 201 famílies. La densitat de població era de 438,4 habitants/km².
Dels 253 habitatges en un 43,1% hi vivien nens de menys de 18 anys, en un 64% hi vivien parelles casades, en un 12,3% dones solteres, i en un 20,2% no eren unitats familiars. En el 17% dels habitatges hi vivien persones soles el 6,7% de les quals corresponia a persones de 65 anys o més que vivien soles. El nombre mitjà de persones vivint en cada habitatge era de 2,92 i el nombre mitjà de persones que vivien en cada família era de 3,31.
Per edats la població es repartia de la següent manera: un 32,4% tenia menys de 18 anys, un 8,9% entre 18 i 24, un 27,5% entre 25 i 44, un 22,1% de 45 a 60 i un 9,1% 65 anys o més.
L'edat mediana era de 32 anys. Per cada 100 dones de 18 o més anys hi havia 92,7 homes.
La renda mediana per habitatge era de 32.500 $ i la renda mediana per família de 42.000 $. Els homes tenien una renda mediana de 34.167 $ mentre que les dones 22.656 $. La renda per capita de la població era de 13.501 $. Aproximadament el 8% de les famílies i el 10,3% de la població estaven per davall del llindar de pobresa.

## Poblacions més properes
El següent diagrama mostra les poblacions més properes.